# Лейтас, Андрис Модрисович
Андрис Модрисович Лейтас (латыш. Andris Leitass; род. 21 января 1953) — ректор Западно-Каспийского университета (с 2017).

## Биография
Родился 21 января 1953 года. В 1976 году окончил физико-математический факультет Латвийского государственного университета. В 1984 году окончил Высшую Ленинградскую лесотехническую академию, получив степень кандидата технических наук.
В 1993 году окончил высшее ЗРА «Силава», получив степень доктора философии по инженерным наукам.
Являлся профессором Латвийского государственного университета.
Проживал в Риге. Работал в государственных структурах Латвии.
Являлся заместителем председателя совета округа Мерсрагс, членом совета графства Мерсрагc, членом правления порта Мерсрагc.
Возглавлял Латвийское гидрометеорологическое Агентство (1 января 2005 — 29 ноября 2012).
Гражданин Латвии.
Являлся кандидатом в депутаты на выборах Рижской думы 1 июня 2013 года от Латвийской зелёной партии.
Являлся старшим консультантом в «OPSIS AB».
Ректор Западно-Каспийского университета (с 6 апреля 2017).
Член научного совета Западно-Каспийского университета.

## Публикации
- Лейтас А. М. Разработка метода оптимизации компоновки органов управления мобильных лесозаготовительных машин в системе человек-машина-среда: диссертация … кандидата технических наук: 05.06.02. — Рига, 1983. — 243 с.
- Эргономика в лесозаготовительной промышленности / В. Н. Обливин, И. А. Соколов, А. М. Лейтас и др. — Москва: Лесн. пром-сть, 1988. — 220 с.; ISBN 5-7120-0019-9
- Состояние, опыт применения и перспективы развития математического обеспечения статистических методов анализа экспериментальных данных НПО «Силава» / А. М. Лейтас, А. А. Калниня, М. В. Шмите, П.Э. Негитис // Вычислительные методы решения научных и технических проблем лесного хозяйства. — Рига: Зинатне, 1983. — С. 20 — 32.
- Модель переработки информации человеком в процессе управления мобильной машиной / А. М. Лейтас, О. М. Макаревич // Механизация и электрификация сельского хозяйства. — 2008. — № 3. — С. 4-7.
- Кандидатская работа на тему: «Разработка метода оптимизации компоновки органов управления мобильных лесозаготовительных машин в системе человек-машина-среда»[5][6]
- «Стандартизация как инструмент регулирования рынка строительной продукции» в соавторстве с Андрис Штейнертс, Сандра Густа. Научный журнал РТУ[7].